# Fagocitózis

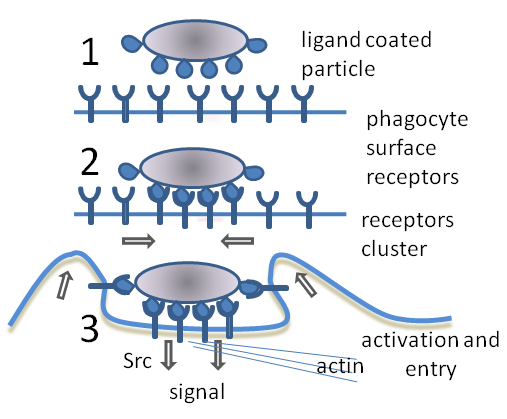
A fagocitózis megindítása: 1.) A fagocita külső receptorai szétszóródva helyezkednek el 2.) A kötődés megkezdése után összetömörülnek és tömegesen kapcsolódnak az idegen testhez 3.) A receptorok megindítják a citoszkeleton állábakat kibocsátó mozgását

A fagocitózis (az ógörög fagein, enni és kütosz, sejt szavakból) az a folyamat, amely során a sejt egy szilárd részecskét a környezetéből bekebelez. A részecske aztán a sejt belsejében a fagoszómába kerül. Fagocitózist először a kanadai William Osler figyelt meg 1876-ban, de tőle függetlenül az ukrán Ilja Mecsnyikov is megfigyelte és részletesen tanulmányozta.
A fagocitózis az endocitózis egyik formája (a másik a nagyobb folyadékfelvétellel járó pinocitózis). Az eukarióta egysejtűek ennek révén táplálkoznak, míg a többsejtű szervezetekben főleg az immunrendszer sejtjei használják a kórokozó baktériumok, a sejttörmelék és a belélegzett apró szilárd részecskék eltávolítására.

## Az immunrendszerben
A fehérvérsejtek egyes csoportjai (a neutrofilok, monociták, makrofágok, hízósejtek, dendritikus sejtek) rendelkeznek a baktériumokra jellemző molekulákat detektáló receptorokkal és aktívan bekebelezik a kórokozókat, ezért őket falósejteknek (fagocitáknak) nevezik. Miután felismerték a baktériumot (vagy a fagocitózist elősegítő, a kórokozókhoz kötődő opszoninokat vagy ellenanyagokat), beindul a sejt mozgásait végző aktin-miozin rendszer és a sejt állábakkal körbeveszi az idegen testet, majd internalizálja a citoplazmába. Az idegen részecskét membrán, a fagoszóma lipidhártyája veszi körbe, majd ezzel egyesül egy lebontóenzimeket tartalmazó lizoszóma és létrejön a fagolizoszóma.

A fagocitózis lépései: 1. a fagocita receptorai felismerik az idegen test felszíni antigénjeit és a test bekerül a fagoszómába 2. Lizoszómák egyesülnek vele és létrejön a fagolizoszóma 3. Az emésztőenzimek lebontják az idegen testet. A megmaradó anyagok exocitózissal kikerülnek a sejtből

A bekebelezett anyagok lebontása történhet oxigén felhasználásával vagy anélkül. 
- az oxigénfüggő lebontás NADPH felhasználásával és szabad oxigéngyökök keletkezésével jár. A mieloperoxidáz enzim hidrogén-peroxidból és kloridionból hipoklorit gyököket készít, amelyek igen reakcióképesek és megtámadják a baktérium szerves anyagait.[2]
- Az oxigénfüggetlen lebontás specifikus bontóenzimek, defenzin, laktoferrin és egyéb antibakteriális fehérjék kibocsátásával jár.

## Az apoptózisban
A programozott sejthalál, az apoptózis utáni sejtmaradványokat a makrofágok takarítják fel az efferocitózisnak (a latin efferre, temetni szóból) nevezett folyamat során. Az apoptózis során egyes, egyébként a sejt belsejében található molekulák (kalretikulin, foszfatidilszerin, annexin A1, oxidált LDL, glikánok) a sejtfelszínre kerülnek. A makrofágok felszíni receptorai, valamint a szabad receptorok felismerik ezeket és beindítják a fagocitózist. Ha ez a folyamat (pld mutáció miatt) gátolt, a felhalmozódó sejttörmelék autoimmun folyamatokat indíthat be.

## Egysejtűekben

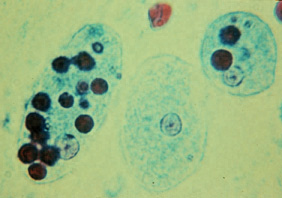
Vörösvértesteket bekebelezett Entamoeba histolytica

Az egysejtű protozoáknál a fagocitózis a táplálkozás egyetlen vagy egyik formája. 
- Az amőbák az állati fagocitákhoz hasonlóan kitüremkedő állábakkal veszik körbe a bekebelezendő tárgyat. Az emberben amőbiázist okozó Entamoeba histolytica egész vörösvértesteket képes így elfogyasztani. Ez az eritrofagocitózisnak nevezett képesség az egyetlen megbízható jelleg, amivel az E. histolytica megkülönböztethető a betegséget nem okozó, hasonló fajoktól, mint pl. az Entamoeba dispar.[8]
- A csillósok is fagocitózissal táplálkoznak;[9] az ő sejtjeiken egy erre specializálódott bemélyedés, a citosztóma, vagy száj is található. A fagocitákhoz hasonlóan az egysejtűekben is emésztőenzimekkel tele lizoszóma kapcsolódik a fagoszómához, majd a zsákmány lebontása után a hasznosítható tápanyagok diffúzióval jutnak a citoplazmába.

## Fordítás
- Ez a szócikk részben vagy egészben  a   Phagocytosis című angol Wikipédia-szócikk ezen változatának fordításán alapul.  Az eredeti cikk szerkesztőit annak laptörténete sorolja fel. Ez a jelzés csupán a megfogalmazás eredetét és a szerzői jogokat jelzi, nem szolgál a cikkben szereplő információk forrásmegjelöléseként.